# Eryciniolia purpurapunctata
Eryciniolia purpurapunctata är en spindelart som först beskrevs av Arthur Urquhart 1889.  Eryciniolia purpurapunctata ingår i släktet Eryciniolia och familjen käkspindlar. Inga underarter finns listade i Catalogue of Life.